# Rufisque (Département)

Karte der Region Dakar, Rufisque in Orangetönen

Das Département Rufisque mit der Hauptstadt Rufisque ist eines von fünf Départements des Senegal, in die die Metropolregion Dakar gegliedert ist. Es liegt als Küstendépartement im zentralen Westen Senegals zwischen der Grande-Côte im Norden und der Petite-Côte im Süden und bildet so im Osten der Hauptstadtregion das Tor vom Binnenland zur Cap-Vert-Halbinsel.

## Geschichte
Das Département Rufisque hat eine lange und bewegte Geschichte kommunaler Neugliederungen hinter sich, die durch die von der Hauptstadt Dakar ausgehende und über Jahrzehnte hinweg sich immer mehr in den Osten der Hauptstadtregion ausbreitende und verdichtende Urbanisierung angetrieben wurde. 
Im Jahr 1964 wurden in der Region Cap Vert alle räumlichen Verwaltungsgliederungen, unter anderem die Commune de Rufisque und die Kantone Sangalkam und Sébikotane, aufgelöst und zu einer „Commune de Dakar“ zusammengeschlossen. Diese Struktur der Region wurde 1969 modifiziert. Dakar, Pikine und Rufisque erhielten jeweils mit ihrem Umland den Status von Kommunen. 1983 folgte per Gesetz eine weitere Reorganisation zur Angleichung der territorialen Gliederung der Hauptstadtregion an die der anderen Regionen des Landes. Per Dekret sollte sie in drei Départements mit jeweils einer städtischen Gemeinde (Commune) und einer oder mehreren Landgemeinden (communauté rurale) gegliedert werden. So wurden 1984 das Département Rufisque, die Doppelstadt Rufisque-Bargny, die communauté rurale de Sangalkam und die communauté rurale de Sébikotane geschaffen. Seit dem Jahr 1990 erlaubte eine Gesetzesänderung, dass es in einem Département mehr als eine städtische Gemeinde geben durfte, und so wurde anschließend Bargny per Dekret von Rufisque getrennt und als eigenständige städtische Gemeinde errichtet.
Im Jahr 1996 wurde die communauté rurale de Sébikotane aufgelöst, weil ihr Hauptort Sébikotane den Status einer städtischen Gemeinde (commune) erhielt und aus der Landgemeinde herausgelöst wurde. Diese erhielt nach dem neuen Hauptort den Namen communauté rurale de Yène. Ferner wurde die städtische Kommune Rufisque 1996 in die drei communes d’arrondissement Rufisque Nord (Centre), Rufisque Est und Rufisque Ouest unterteilt und diese wiederum wurden in der Großstadt Ville de Rufisque zusammengefasst; ähnlich der kommunalen Gliederung der Hauptstadt Dakar. 2002 folgte die Ausgliederung von Diamniadio aus der Landgemeinde Yenne.
Wegen des weiterhin starken Bevölkerungswachstums wurde die ursprünglich ländlich geprägte Landgemeinde Sangalkam 2011 aufgeteilt. Neben der Stadt Jaxaay-Parcelles-Niakoul Rap im Westen und den communautés rurales Tivaouane Peulh-Niaga entlang der Küste und Bambylor im Osten und Süden wurde damals Sangalkam als städtisches Gemeinwesen geschaffen und in seinen Grenzen definiert. Ferner wurde das Dorf Sendou aus der Stadt Bargny ausgegliedert und als städtische Kommune geschaffen.
Im Jahr 2021 wurden die bevölkerungsstarken Ortschaften westlich und südlich von Sangalkam aus der Kommune Bambylor herausgelöst und wieder dem näher gelegenen Sangalkam eingegliedert. Und die 2011 errichtete Stadt Jaxaay-Parcelles-Niakoul Rap wurde geteilt. Der Nordteil Niakoul Rap kam zu Tivaouane Peulh-Niaga und der Südteil wurde als Jaxaay-Parcelles aus dem Département ausgegliedert und dem neu geschaffenen Département Keur Massar zugeordnet.

## Bevölkerung
Volkszählungen ergaben für das Département jeweils folgende Einwohnerzahlen:
| Jahr | Einwohner |
| ---- | --------- |
| 1988 | 196.457   |
| 2002 | 284.263   |
| 2013 | 490.695   |
| 2023 | 818.337   |

## Gliederung
Das Département hatte nach dem Stand von 2010 eine Fläche von 371,8 km². Im Jahr 2002 galt noch die Einteilung in die Arrondissements Rufisque und Sangalkam, in die Städte Ville de Rufisque, Bargny, Sébikotane und Diamniadio sowie in die beiden communautés rurales Sangalkam und Yène.
Bei der umfangreichen Neugliederung 2011 wurde aus dem arrondissement de Sangalkam das arrondissement de Bambilor, dem die drei Landgemeinden des Départements unterstellt wurden.
Nach der Neugliederung von 2021 gab es eine Unterteilung des Départements in drei Arrondissements, denen neun Communes (städtische Gemeinden) nachgeordnet sind, darunter ein Arrondissement für die drei Gemeinwesen, in die Rufisque unterteilt ist. Ferner gibt es außerhalb der Arrondissements zwei weitere Kommunen. Das Département hatte 2023 eine Fläche von 356,1 Quadratkilometern
| Teilgebiet                     | Fläche km² | Einwohner 2023 |
| Arrondissement de Rufisque Est | 26,80      | 295.459        |
| Rufisque Ouest                 | 11,53      | 84.452         |
| Rufisque Est                   | 8,13       | 84.754         |
| Rufisque Nord                  | 7,14       | 126.253        |
| Arrondissement de Diamniadio   | 134,60     | 125.490        |
| Diamniadio                     | 72,60      | 47.759         |
| Yenne                          | 41,89      | 34.892         |
| Sébikotane                     | 20,11      | 42.839         |
| Arrondissement de Sangalkam    | 173,50     | 324.101        |
| Sangalkam                      | 41,25      | 110.958        |
| Tivaouane Peulh-Niaga          | 67,74      | 152.043        |
| Bambylor                       | 64,51      | 61.100         |
| ohne Arrondissement            | 21,16      | 73.287         |
| Bargny                         | 12,99      | 69.242         |
| Sendou                         | 8,17       | 4.045          |
| Département zusammen           | 356,10     | 818.337        |